# Araria
Araria è una suddivisione dell'India, classificata come municipality, di 60.594 abitanti, capoluogo del distretto di Araria, nello stato federato del Bihar. In base al numero di abitanti la città rientra nella classe II (da 50.000 a 99.999 persone).

## Geografia fisica
La città è situata a 26° 8' 60 N e 87° 31' 0 E e ha un'altitudine di 46 m s.l.m..

## Società

### Evoluzione demografica
Al censimento del 2001 la popolazione di Araria assommava a 60.594 persone, delle quali 32.629 maschi e 27.965 femmine. I bambini di età inferiore o uguale ai sei anni assommavano a 10.988, dei quali 5.629 maschi e 5.359 femmine. Infine, coloro che erano in grado di saper almeno leggere e scrivere erano 30.496, dei quali 18.773 maschi e 11.723 femmine.